# ビックワンウエスト
有限会社ビックワンウエスト（Big One West）は大阪市北区に本社を置く芸能プロダクション。

## 来歴
1987年に創業。1990年4月1日設立。

## 会社概要
- 会社名：有限会社ビックワンウエスト
- 所在地
  - 本社：〒530-0041 大阪市北区天神橋1-10-9 FBビル3F・5F
- 設立年月：1990年4月1日
- 従業員数：4名
- 代表者：槙山広樹

## 所属者

### タレント
- 押谷かおり
- 町野あかり
- 五馬さとし